# П'єр Нарцис
П'єр Нарцис (фр. Mudio Mukutu Pierre Narcisse De Napoli De Suza; рос. Пьер Нарцисс; 19 лютого 1977 — 21 червня 2022 — російський співак камерунського походження.
Фігурант бази даних центру «Миротворець». (свідоме порушення державного кордону України, незаконна комерційна діяльність в окупованому російськими загарбниками Криму).

## Біографія
Мудіо Мукут П'єр Нарцис Де Наполі Де Суза народився в Камеруні 19 лютого 1977 року, у дитинстві грав у футбол. У 13 років почав вчитися грати на тенор-саксофоні. На початку 1990 років створив перший гурт який виконував пісні в клубах. Пісні були як французькою, так і місцевими мовами Камеруну.
Приїхав у Росію, де в підмосковному Єгор'євську жила його сестра. У цей же час він проходить кастинг і бере участь у зйомках фільму «Сибірський цирульник». Епізодична роль (у титрах він зазначений як Мунді Нарцис) — супроводжувач абіссинського принца — стає його першою публічною роботою.
П'єр вступає в МДУ на факультет журналістики. Паралельно він працює в казино і нічних клубах. З кінця 1990-х років грав в команді КВН РУДН. У 2000 році брав участь в декількох випусках телешоу " 12 злісних глядачів " на " MTV Росія ", як учасник. А в березні 2001 року провів спецвипуск передачі, замінюючи Яну Чурікову.
Брав участь в " Фабриці зірок — 2 ", де його коронною піснею стала пісня «Шоколадний заєць».
В кінці 2004 року з'явився перший альбом артиста, який називався «Шоколадний заєць».
У 2006 році був удостоєний почесного звання «Заслужений артист Інгушетії».
У 2008 році брав участь в проекті телеканалу Росія-1 «Зоряний лід».
У 2013 році записав спільно з Михайлом Гребєнщиковим сингли «Купола» і «Сахалінська любов».

## Смерть
Помер П'єр Нарцис у вівторок, о 23:05, 21 червня 2022 року, у віці 45 років, у Москві від зупинки серця під час операції нирок. Про смерть повідомили його колишня дружина Валерія Калачова та дочка Кароліна-Крістель. 

## Похорон
Прощання з П'єром Нарцисом неодоразово переносилося з різних причин і відбулось 30 червня 2022 року в ритуальному залі Центральної клінічної лікарні в Москві. Співак був похований 23 липня 2022 року в родинному склепі на своїй батьківщині в Камеруні.

## Особисте життя
П'єр одружився з російською дівчиною Валерією Калачовою. Мав дочку Кароліну-Крістель (нар. 2006). У 2017 році Валерія подала на розлучення через те, що П'єр зґвалтував і побив радіоведучу Маріанну Суворову.

## Дискографія
- Шоколадний заєць (2003)

## Фільмографія
- 1998 — Сибірський цирульник — слуга принца
- 2003 — Обережно, модерн! 2004 — Олександр Пушкін
- 2004 — Обережно, Задов! — Рядовий Нарцис
- 2006 — Ну, постривай! (випуск 20)
- 2008 — Золота рибка
- 2010 — Морозко — Чорна заздрість
- 2011 — Нові пригоди Аладдіна — турист-індіанець